# Jean-Paul Rabier
Jean-Paul Rabier (ur. 25 stycznia 1955 w Vendôme) – francuski piłkarz grający na pozycji obrońcy, a po zakończeniu kariery trener.

## Kariera piłkarska
Karierę piłkarską Rabier rozpoczął w klubie Stade Lannionnais. W 1972 roku przeszedł do Stade Rennais. Grał w nim do 1979 roku i wtedy też przeszedł do Valenciennes FC. Tam grał przez 3 sezony, a w 1982 roku zmienił klub i został piłkarzem Stade Lavallois, z którym w sezonie 1983/1984 wystąpił w Pucharze UEFA. W 1984 roku zdobył z Laval Puchar Ligi Francuskiej. W sezonie 1984/1985 był piłkarzem RC Lens, w barwach którego zakończył karierę.

## Kariera trenerska
Po zakończeniu kariery piłkarskiej Rabier został trenerem. Prowadził takie zespoły jak: EA Guingamp, La Roche VF, FC Rouen. Besançon RC, AS Vitré, Angers SCO, algierski MC Algier, katarski Al-Khor i japoński FC Ryūkyū. W latach 2002–2004 był selekcjonerem reprezentacji Burkiny Faso, którą poprowadizł w Pucharze Narodów Afryki 2004.